# سینت هلنا (کارولینای شمالی)
سینت هلنا (به انگلیسی: St. Helena) شهری در ایالت کارولینای شمالی کشور ایالات متحده آمریکا است که جمعیت آن در سرشماری سال ۲۰۱۰ میلادی، ۳۸۹ نفر بوده‌است.